# Зефиров, Константин Клавдианович
Константи́н Клавдиа́нович Зефи́ров (19 (31) мая 1879 года, село Шестаковка Самарской губернии—31 января 1960 года, Москва) — русский, советский художник-пейзажист.

## Биография
Константин Клавдианович Зефиров родился 19 (31) мая 1879 года в семье священника в селе Шестаковка Самарской губернии; он был третьим ребёнком.
Русский, советский художник. Занимался станковой живописью и графикой. Писал портреты, интерьеры, натюрморты, пейзажи.
Когда ему было три с половиной года, отец умер; тогда мать отдала сына на воспитание дяде–доктору; у него он прожил до шести лет, а затем перешёл к другому дяде, политическому ссыльному.
- 1895–1902 годы — после сельской школы, учился в Самарской духовной семинарии. Уроки рисования давал художник К.Н. Воронов, выпускник Петербургской Академии художеств.
- 1902–1905 годы — учился в Харьковском ветеринарном институте, участвовал в студенческом движении. Посещал частную студию Е.Е. Шрейдера.
- 1905 год — в октябре принимал участие в митингах, демонстрациях, постройке баррикад, был дружинником; в ноябре  работал агитатором в Самарской губернии среди крестьян, рабочих и солдат.
- 1905 год — бежал за границу в Германию (Мюнхен). Поступил в школу Ш. Холлоши. Работал у Холлоши три зимы в Мюнхене и одно лето в Венгрии. В Мюнхене ежедневно посещал Старую пинакотеку, изучал собрание картин и собрание кабинета гравюр.
- 1906–1909 — пребывал за границей (Германия, Австрия, Швейцария, Венгрия), зарабатывал репетиторством.
- 1909–1913 — возвратился в Россию, в Москву. Посещал студию венгра К.Э. Киша. Встретился с А.В. Фонвизиным, с которым познакомился в Мюнхене. Вновь прошёл живописную школу[где?]. Искал своей путь в живописи, совместно с А.В. Фонвизиным оформил интерьер в доме художника В.О. Шервуда.
- 1914–1915 годы — переехал в город Молога Ярославской губернии. Работал над натюрмортом, пейзажем, портретом.
- 1915–1920 годы — жил в Тамбове и в деревне Карандеевка Тамбовской губернии. Участвовал в оформлении Тамбова к 1-й годовщине Октябрьской революции, принимал участие в организации и, затем, преподавал в художественной студии Губпролеткульта. В Карандеевке организует библиотеку, Народный дом с театром, где как режиссёр ставил спектакли. В Карандеевке он работал почти каждое лето, на протяжении всей жизни.
- 1920–1921 годы — служил в Красной Армии в политпросвете при 6-м боевом участке.
- 1922 год — переехал в Москву, работал музейным сторожем в Никольско-Урюпине. Стал членом-учредителем и экспонентом первой выставки художественного объединения «Маковец».
- 1923-1930 годы — преподавал на Рабфаке искусств при Вхутемасе-Вхутеине живопись и рисунок, заведовал изоотделением (1923-1924). Работал в методической комиссии по ИЗО при Главпрофобре.
  - 1928 год — был командирован на Балтийский судостроительный завод.
- 1930–1931 годы — работал по контрактам с Изогизом.
- 1931 год — участвовал в создании МОССХа.
- 1932 год — был командирован в Крым. Работал в Балаклаве, в экспедиции подводных работ особого назначения (ЭПРОН).
- 1932–1935 годы — преподавал живопись в Московском областном ИЗО-техникуме им. 1905 года. Принимал участие в создании колхоза «Пролетарий» в селе Карандеевка Тамбовской области.
- 1936–1941 годы — доцент кафедры Московского института изобразительных искусств.
- 1941 год — был эвакуирован с семьей в Тамбовскую область.
- 1943 год — вернулся в Москву; преподавал живопись и рисунок на режиссёрском факультете Театрального института им. А.В. Луначарского.
- 1944–1951 годы — преподавал живопись и рисунок в Московской городской детской художественной школе.
- С 1952 года, после двух инсультов, больше не работал.

Константин Клавдианович скончался 31 января 1960 года в Москве. Похоронен на Даниловском кладбище.

## Выставки
Принимал участие в выставках:
- объединения «Маковец» (1-я — 1922 год и 3-я — 1925 год);
- ОМХ (1928 год);
- АХР — «Дети в искусстве» и 1-й передвижной Наркомпроса (1929 год).

Он — участник выставок:
- «Художники РСФСР за 15 лет»,
- «15 лет РККА»,
- «XX лет РККА и Военно-морского флота»,
- заграничных выставок, организуемых ВОКС в:
  - Амстердаме (1929 год),
  - Нью-Йорке (1929 год),
  - Берлине (1930 год).

Принимал участие в выставке к 100-летию со дня рождения Ш. Холлоши в Академии художеств в Москве (1957 год).
С конца 1980-х произведения художника экспонируются на всех сколько-нибудь значительных отечественных и зарубежных выставках советского искусства 20-30-х годов.
Картины Зефирова находятся в коллекциях ГТГ (свыше 50 работ), ГРМ (более 15 произведений), ГМИИ им. Пушкина (35 только живописных работ), в музеях Ярославля, Саратова, Самары, Тамбова, Курска, Архангельска, Иркутска, в Алтайском краевом музее изобразительных искусств, историко-архитектурном и художественном музее «Новый Иерусалим» (Истра), в Государственном музее искусств Каракалпакии (Нукус) и других.

### Персональные выставки
- 1929 (совместно с А.В. Фонвизиным), 1935, 1936, 1961, 1984, 2011 (ГТГ, Москва).

## Ученики
- Осип Абрамович Авсиян
- Владимир Георгиевич Гремитских
- Сергей Яковлевич Лагутин
- Алексей Иванович Пархоменко

## Критика
…русский художник Константин Клавдианович Зефиров в молодости принимал активное участие в студенческом революционном движении, но впоследствии, став художником, стремился укрыться от давления политической и социальной реальности во «внутренней» эмиграции — в своём творчестве. Он сосредоточился на создании камерных пейзажей, портретов, видов домашних интерьеров, натюрмортов, том, что принято называть «тихим» искусством.
При отсутствии всякой внешней эффектности, нарочитости приёма, живопись Зефирова отличается единством плотной цветовой среды, в которой, однако, отнюдь не растворяется предмет; объем, что вообще характерно для школы Хоплоши, передается весьма осязаемо, посредством решительной лепки формы цветом. Композиция строится на звучных светотеневых контрастах. Художник смело и успешно вводит в живописную ткань черный цвет. Предпочитает писать хорошо знакомых людей, интерьер своей мастерской, обжитые предметы, возвращаясь к одним и тем же пейзажным мотивам - главным образом деревни Карандеевка Тамбовской области, искренне, вдумчиво и прочувствованно передавая натуру.

## Личная жизнь
- Брат Николай, священник. Репрессирован (в 1930 году был арестован и приговорен к 10 годам исправительно-трудовых лагерей. Ему тогда был 61 год. Дальнейшая судьба Николая Клавдиановича неизвестна).
- Первая жена (с 1912 по 1924 годы): Анна Николаевна Богомолова;
  - Сын Алексей (1913—1942), погиб на фронте.
  - Дочь Елена (1916—(1932–1935); по другим данным, 1924 год.).
  - Сын Борис (1918—1942), погиб на фронте.
- Вторая жена: Вера Петровна Никольская (род.: примерно в 1898 — 1984).
  - Сын Андрей (1932—2017).
  - Сын Дмитрий (1937—1939 (по другим данным, 1940 год)).